# Jongnju kogurjói király
Jongnju (Yeongnyu) (? – 642) az ókori Kogurjo (Goguryeo) állam huszonhetedik királya volt.

## Élete
Phjongvon (Pyeongwon) király fiaként született  Ko Gonmu (Go Geonmu) néven,  Jongjang (Yeongyang) féltestvéreként. 612-ben részt vett a Szuj (Sui)-dinasztia elleni harcban, ami után háborús hősként tisztelték. Valószínűleg ennek köszönheti, hogy bátyja halála után trónra léphetett.
Trónra kerülésekor Kínában a Tang-dinasztia került hatalomra, és az első években a kínaiak látszatra békés viszonyt igyekeztek ápolni Kogurjóval (Goguryeóval), 624-ben taoista tudósokat és könyveket is küldtek a koreai uralkodó udvarába. 631-ben a kínaiak sereget küldtek egy koreai győzelmi emlékmű lerombolására, Jongnju (Yeongnyu) ekkor más sejtette, hogy hamarosan meg fogják támadni az országot. Ezért a nyugati határ mentén védfalat építtetett, ez a művelet 15 évig tartott, de a megerősített várak később fontos szerepet kaptak a védekezésben.
A királynak nagyobb konfliktusa támadt Jon Geszomun (Yeon Gaesomun) tábornokkal, aki végül megölte Jongnju (Yeongnyu)t és annak unokaöccsét, Podzsang (Bojang)ot ültette a trónra 642-ben.